# Abate di Manto
Abate di Manto (XIII secolo – dopo il 1279) è stato un nobile e politico italiano, esponente di una famiglia di feudatari che ebbe un ruolo di primo piano negli scontri politico-territoriali tra la Repubblica di Siena e i conti Aldobrandeschi.

## Biografia
Abate nacque nella prima metà del XIII secolo da Manto di Guglielmo, visconte di Batignano, all'interno di una famiglia che godeva del prestigio e della protezione dei conti Aldobrandeschi. Secondo Antonio Cappelli, che ne ha ricostruito la genealogia, Abate era fratello di Bonaventura, sposa di Bernardo di Ranieri del Tignoso, conte di Tintinnano, menzionata nel 1250, e di un Bernardino ricordato nel 1255.
Abate fu dominus grossetano e uno dei personaggi chiave nella storia politica della Maremma della seconda metà del XIII secolo, nonché la principale delle figure di riferimento del locale gruppo dirigente. Nei primi anni sessanta del secolo, Abate fu fautore e sostenitore di re Manfredi. Alla morte del re nella battaglia di Benevento del febbraio 1266, fu al centro delle vicende tumultuose di quell'anno, che videro i conti Aldobrandeschi, liberi dell'influenza imperiale, occupare Grosseto nel mese di marzo, e il conseguente scontro con Siena, che si riappropriò del controllo sulla città nel luglio seguente, stabilendo la nomina di podestà senesi. È probabilmente in questo contesto che Abate, ormai consapevole dell'indebolimento del partito ghibellino, iniziò ad avvicinarsi alla parte guelfa che dopo la battaglia di Colle Val d'Elsa del 1269 era diventata predominante nel governo di Siena, pur rimanendo nella schiera dei feudatari fedeli agli Aldobrandeschi.
Nel 1271 è ricordata la sua elezione a sindaco dai signori di Roccatederighi per la nomina degli arbitri circa una disputa con il comune di Massa Marittima. Nel corso degli anni settanta la figura di Abate arriva ad assumere il ruolo più accreditato di riferimento per Siena nella scena politica grossetana, accrescendo il suo prestigio e il proprio predominio personale sulla città di Grosseto.
Abate fu padre di Bino e forse di un Guccio o Duccio (sono ricordati i suoi figli Mantuccio nel 1335 e Bice già sposa di Enea Piccolomini nel 1325).
Non è conosciuta la data di morte di Abate, ma il suo proposito di consolidamento di un proprio dominio territoriale sul distretto grossetano fu portato avanti dal figlio Bino, che nel 1312 dette inizio a una signoria sulla città con il benestare dei senesi. Questa famiglia sarà poi registrata nella storiografia con il nome di Abati del Malia, proprio dal nome del capostipite Abate, cui è stata aggiunta la specificazione "del Malia" in riferimento al suo esponente più autorevole (Vanni detto Malìa) per distinguerla dall'omonima dinastia fiorentina.

## Famiglia
- Guglielmo (nonno)
  - Manto (padre)
    - Bonaventura (sorella)
    - Bernardino (fratello)
    - Abate
      - Bino (figlio)
        - Vanni, detto Malìa (nipote)
        - Abbatino (nipote)

      - Duccio o Guccio (figlio)
        - Mantuccio (nipote)
        - Bice (nipote)